# Josef Hymnographus
Josef, řečený Hymnographus ("pisatel hymnů", řecky Όσιος Ιωσήφ ο Υμνογράφος) byl baziliánský mnich, bojovník proti ikonoklasmu a v závěru svého života představený katedrálního chrámu Hagia Sofia v Konstantinopoli.

## Život
Josef se narodil v blíže neznámém roce v Syrakusách na Sicílii. Stal se baziliánským mnichem a přijal kněžské svěcení. Spolu s Řehořem Dekapolitou vystupoval proti ikonoklasmu (obrazoborectví), které se rozmáhalo v tehdejší církvi. Při cestě do Říma byl zajat piráty a osvobozen byl až v roce 850. Následně se usadil v Konstantinopoli, kde založil klášter. Během této doby složil mnoho hymnů, z nichž některé se dosud používají v pravoslavné církvi. Po osmi letech byl nucen odejít do vyhnanství. Roku 867 se mohl vrátit a byl ustanoven představeným (dnešní terminologií by bylo možno říci farářem nebo rektorem) v katedrálním chrámu Hagia Sofia v Konstantinopoli. Při tomto chrámu pak sloužil až do své smrti v roce 886.
Jeho život a působení patří do doby ještě jednotné, nerozdělené církve, proto je jako světec uctíván jak katolíky a církvemi v jednotě s Římem, tak pravoslavnými.